# Владімір Бадалян
Владімір Меружанович Бадалян (вірм. Վլադիմիր Բադալյան; 4 жовтня 1958, Єреван) — депутат парламенту Вірменії.

## Життєпис
Народився 4 жовтня 1958 року в Єревані.
- 1975—1980 — Єреванський політехнічний інститут. Інженер-збагачувач.
- 1980—1981 — майстер, потім інженер НВО Джесказганського гірничо-металургійного заводу.
- 1981—1985 — інженер тресту «Єрхімстрой», 1985—1990 — був на комсомольській роботі.
- 1990—1991 — працював в ЦК ВЛКСМ.
- 1991—1998 — співголова НВО «Ерзрум».
- 1998—1999 — заступник керуючого справами уряду Вірменії.
- 1999—2003 — директор спорткомплексу «Раздан».
- 2003—2007 — депутат парламенту. Член постійної комісії з питань зовнішніх відносин. Член «РПА».
- 12 травня 2007 — знову обраний депутатом парламенту. Член «РПА».
- 28 серпня 2008 — призначений Надзвичайним і Повноважним Послом Республіки Вірменія в Туркменістані.
- 21 грудня 2009 — призначений Надзвичайним і Повноважним Послом Республіки Вірменія в Республіці Таджикистан за сумісництвом з резиденцією в Ашхабаді.